# 張茂楠
張茂楠（1960年8月15日—），中華民國政治人物，民主進步黨籍。國立臺灣大學政治學研究所碩士畢業，臺北市議會第三選區（松山、信義）第十、十一、十二、十三屆議員，臺北市議會現任民主進步黨籍四連任資深議員，及現任民進黨臺北市黨部主任委員。在民進黨內派系中，被歸類屬於英系。

## 從政經歷
1994年當選台北市松山區安平里里長，之後連任兩屆。2002年首次競選台北市議員，在第三選區得票12,580落選。2006年再次參選，以20,091票當選，之後連任三屆台北市議員。
2022年宣佈不再競選連任，交棒給女兒張文潔，同年4月12日登記參選民進黨台北市黨部主任委員，最終擊敗前台北市議員顏聖冠當選臺北市黨部主委。2024年，在無人競選的情況下連任黨部主委。

## 政見

### 台北市議員政見[6]
- 促進松山區交通建設，積極爭取捷運民生線核定與興建。
- 促進經濟繁榮、交通便捷，積極爭取捷運內科南北線核定與興建。
- 促進信義區進步繁榮，督促浩然敬老院廣慈院區應兼顧綠地及容積建蔽率，盡速完成開發，繁榮信義福德地區。
- 促進老厝起新厝，都市更新應有共識朝便捷、公辦都更方式前進，解決老舊房屋都更之窘境。
- 培訓社區在地人才，結合社區合格保母資源，達成在地取材，建置「社區幼兒托育系統」，減輕雙薪家庭負擔，托育品質提升。
- 推動「獨居長者共食制」及「食物銀行」，結合在地里長、企業、民間社團及義工資源，讓獨居長者不分貧富互助共餐，正常社交。
- 促進調降公辦課後輔導費用，協助雙薪家庭子女；另國小應增設附幼中班，避免僧多粥少，一位難求之困境，人口下降之嚴重後果，此外應強烈要求12年國教須遵守先免後特方式進行，一次分發到位之原則辦理。
- 完善緊急救援系統，於公共場所、機關、車站、里活動中心等地增設AED自動體外電擊器，完成及時救援之急救體系。
- 提升國民所得，勞動局應督促營利狀況良好之企業體，保障加薪體制，維護勞工權益，擺脫22K陰影，使青年看到希望，留住國家人才。
- 保存客家文化傳承精神，認真全力督促客委會必須建立客家族群普查，並落實客家文化播種與深耕，不應僅重視表面功夫，而要澤及客家，應逐年適度增列客家預算及客委會組織擴編，推動全面之客家工作。

### 民進黨台北市黨部主委競選政見[7]
- 光復首都、市長勝選、議員紅不讓。
- 用汗水代替口水，落實草根民主創黨精神，接地氣為黨員服務。
- 專職主委、跨越派系，建立公開透明機制。
- 建立黨員向心力與光榮感，成立公共參政平台，建立LINE官方帳號讓黨員與黨部無縫接軌，參與公共事務。
- 成立黨部每週法律諮詢，中醫防疫家醫諮詢，土木技師老屋健檢諮詢。
- 成立黨員交誼室，讓黨員有home的感覺，舒壓聯誼。
- 不忘初衷，以里長的服務精神來服務黨員。
- 建立敵我概念、教育黨員，建立同島一命的生命共同體之精神，捍衛台灣。
- 建立與議員辦公室接軌、服務黨員，強化服務的多元面向。
- 培養基層黨員參與公共事務，成為公共參政的種子。

## 外部連結
- 臺北市議會議員簡介 （页面存档备份，存于）
- 張茂楠的Facebook專頁